# Eilsleben
Eilsleben é um município da Alemanha, situado no distrito de Börde, no estado de Saxônia-Anhalt. Tem 55,61 km² de área, e sua população em 2019 foi estimada em 3.783 habitantes.